# Пайн, Крис
Кри́стофер Уа́йтлоу Пайн (англ. Christopher Whitelaw Pine; род. 26 августа 1980, Лос-Анджелес, Калифорния, США) — американский актёр. Снялся в таких фильмах, как «Дневники принцессы 2: Как стать королевой» (2004), «Поцелуй на удачу» (2006), «Неуправляемый» (2010). Известность ему принесла роль капитана Джеймса Тиберия Кирка в фильме 2009 года «Звёздный путь», а также последующих фильмах «Стартрек: Возмездие» (2013) и «Стартрек: Бесконечность» (2016).

## Биография
Пайн родился в Лос-Анджелесе, штат Калифорния, в семье психотерапевта и бывшей актрисы Гвинн Гилфорд и актёра Роберта Пайна. У него есть старшая сестра Кейтлин. Его бабушка по материнской линии, Энн Гвинн (урождённая Маргарита Гвинн Трайс), была актрисой в Голливуде, а его дед по материнской линии Макс М. Гилфорд (при рождении Гольдфарб) — адвокат, избранный президент Ассоциации юристов Голливуда. В его родословной есть российский еврей (дедушка по материнской линии), немцы, валлийцы и англичане. Об этом он заявил в интервью: «У меня определенно есть своё духовное мировоззрение … Я не религиозный парень, я, наверное, агностик».
Пайн учился в средней школе Оуквуда и получил степень бакалавра по английскому языку в Калифорнийском университете в 2002 году. Он также изучал английский язык в Лидсском университете в Англии в течение года.

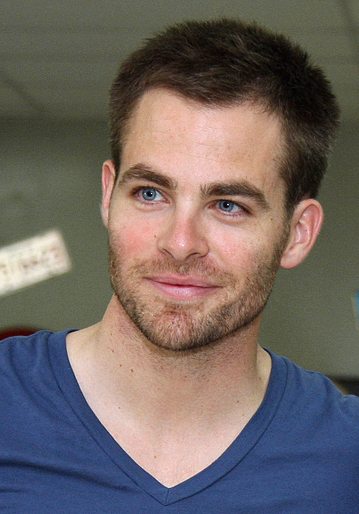
Пайн в 2009 году

Первую профессиональную роль Пайн получил в 2003 году в эпизоде сериала «Скорая помощь». В том же году он появился в эпизодах сериала «Защитник» и «C.S.I.: Место преступления Майами». В 2004 году он появился в фильме «Дневники принцессы 2: Как стать королевой», где сыграл возлюбленного персонажа Энн Хэтэуэй, Николаса Деверо. Фильм принёс хорошие кассовые сборы. В 2005 году Крис Пайн появился в эпизоде сериала «Клиент всегда мёртв».
В начале 2006 года Пайн появился в телевизионном фильме «Surrender Dorothy». В том же году он сыграл Джейка Хардина в американском фильме «Поцелуй на удачу», романтической комедии, в которой он снялся вместе с Линдси Лохан (она исполнила роль Эшли Олбрайт). Фильм был выпущен 12 мая 2006 года. В том же году Крис исполнил роль в комедии «Свидание вслепую» и в боевике «Козырные тузы».
В 2007 году Пайн отказался от роли в экранизации книги Джеймса Эллроя «Белый джаз», чтобы начать работу над ролью Джеймса Тиберия Кирка в фильме «Звёздный путь», который был выпущен в мае 2009 года и получил высокие отзывы критиков. В том же месяце он появился на шоу «Saturday Night Live», вместе с партнёрами по фильму «Звёздный путь» — Закари Куинто и Леонардом Нимоем. Также Крис Пайн появился в фильме «Носители» (2009), в мультфильме «Квантовый квест: Космическая одиссея» как актёр озвучивания, в независимом фильме «Субботняя ночь маленького города» (2010), принимал участие в съёмках чёрной комедии «Лейтенант с острова Инишмор» (2010), появился на MTV VMAs 12 сентября 2010 года.
В 2009 году Пайн снялся в фильме «Неуправляемый» (2010), в котором играл молодого машиниста поезда, который помогал ветерану-машинисту (Дензел Вашингтон) остановить неуправляемый поезд, гружённый ядовитыми веществами. Он пробовался на роль в фильме «Зелёный Фонарь» (2011), но в итоге роль досталась Райану Рейнольдсу.
В 2011 году актёр был занят в комедийном боевике «Значит, война» с Риз Уизерспун и Томом Харди в Ванкувере.
Он сыграл одну из главных ролей вместе с Элизабет Бэнкс в семейной драме 2012 года «Люди как мы», съёмки которой состоялись в 2011 году.
13 октября 2009 года в Paramount Pictures подтвердили, что Пайн рассматривается в качестве кандидата на роль аналитика ЦРУ Джека Райана в экранизации романов Тома Клэнси. В итоге, Криса утвердили на эту роль. Он стал четвёртым актёром, сыгравшим Джека Райана, после Алека Болдуина («Охота за „Красным Октябрём“»), Харрисона Форда («Игры патриотов» и «Прямая и явная угроза») и Бена Аффлека («Цена страха»). Фильм «Джек Райан: Теория хаоса» вышел в 2014 году. В 2017 году Пайн сыграл Стива Тревора в фильме «Чудо-женщина».
В 2023 году на экраны вышел первый фильм, срежиссированный Пайном, — «Чистильщик бассейнов».

## Фильмография
| Год       |     | Русское название                             | Оригинальное название                      | Роль                              |
| --------- | --- | -------------------------------------------- | ------------------------------------------ | --------------------------------- |
| 2003      | с   | Скорая помощь                                | ER                                         | Левайн                            |
| 2003      | с   | Защитник                                     | The Guardian                               | Лонни Гренди                      |
| 2003      | с   | C.S.I.: Майами                               | CSI: Miami                                 | Томми Чендлер                     |
| 2004      | кор | Почему Германия?                             | Why Germany?                               | Крис                              |
| 2004      | ф   | Дневники принцессы 2: Как стать королевой    | The Princess Diaries 2: Royal Engagement   | Николас Деверо                    |
| 2004      | с   | Американские мечты                           | American Dreams                            | Джои Тремейн                      |
| 2005      | ф   | Признание                                    | Confession                                 | Лютер Скотт                       |
| 2005      | с   | Клиент всегда мёртв                          | Six Feet Under                             | молодой Сэм Ховиак                |
| 2005      | кор | Быки                                         | The Bulls                                  | Джейсон                           |
| 2006      | тф  | Капитуляция Дороти                           | Surrender Dorothy                          | Шон                               |
| 2006      | ф   | Поцелуй на удачу                             | Just My Luck                               | Джейк Хардин                      |
| 2006      | ф   | Свидание вслепую                             | Blind Dating                               | Дэнни                             |
| 2006      | ф   | Козырные тузы                                | Smokin’ Aces                               | Дарвин Тремор                     |
| 2008      | ф   | Шоковый эффект                               | Bottle Shock                               | Бо Баррет                         |
| 2008      | кор | Неудобная голова                             | An Inconvenient Head                       | мужчина с красивыми волосами      |
| 2009      | ф   | Звёздный путь                                | Star Trek                                  | Кирк                              |
| 2009      | ф   | Носители                                     | Carriers                                   | Брайан                            |
| 2009      | кор | Вне границ                                   | Beyond All Boundaries                      | Хэнсон Болдуин / сержант Билл Рид |
| 2010      | ф   | Субботний вечер в небольшом городке          | Small Town Saturday Night                  | Рэтт Райан                        |
| 2010      | мф  | Чико и Рита                                  | Chico y Rita                               | н/д                               |
| 2010      | мф  | Квантовый квест: Космическая одиссея         | Quantum Quest: A Cassini Space Odyssey     | Дейв                              |
| 2010      | ф   | Неуправляемый                                | Unstoppable                                | Уилл Колсон                       |
| 2012      | ф   | Селеста и Джесси навеки                      | Celeste & Jesse Forever                    | Рори Шенандоа                     |
| 2012      | ф   | Значит, война                                | This Means War                             | ФДР Фостер                        |
| 2012      | ф   | Люди как мы                                  | People Like Us                             | Сэм                               |
| 2012      | мф  | Хранители снов                               | Rise of the Guardians                      | Ледяной Джек                      |
| 2013      | ки  | —                                            | Star Trek                                  | Кирк                              |
| 2013      | ф   | Стартрек: Возмездие                          | Star Trek Into Darkness                    | Кирк                              |
| 2014      | ф   | Джек Райан: Теория хаоса                     | Jack Ryan: Shadow Recruit                  | Джек Райан                        |
| 2014      | кор | —                                            | Pa-gents with Chris Pine                   | Чез Бенджамин                     |
| 2014      | ф   | Драйвер на ночь                              | Stretch                                    | Роджер Карос                      |
| 2014      | кор | —                                            | Vampire Lawyer with Chris Pine             | вампир-юрист                      |
| 2014      | ф   | Несносные боссы 2                            | Horrible Bosses 2                          | Рекс Хансон                       |
| 2014      | ф   | Чем дальше в лес…                            | Into the Woods                             | принц Золушки                     |
| 2015      | ф   | Z — значит Захария                           | Z for Zachariah                            | Кейлеб                            |
| 2015      | с   | Жаркое американское лето: Первый день лагеря | Wet Hot American Summer: First Day of Camp | Эрик                              |
| 2014—2020 | мс  | Робоцып                                      | Robot Chicken                              | разные персонажи                  |
| 2015—2018 | мс  | Суперособняк                                 | SuperMansion                               | доктор Девайзо                    |
| 2016      | ф   | И грянул шторм                               | The Finest Hours                           | Берни Уэббер                      |
| 2016      | ф   | Любой ценой                                  | Hell or High Water                         | Тоби Ховард                       |
| 2016      | ф   | Стартрек: Бесконечность                      | Star Trek Beyond                           | Кирк                              |
| 2017      | с   | —                                            | Saturday Night Live: Cut for Time          | кавалер в африканском наряде      |
| 2017      | ф   | Чудо-женщина                                 | Wonder Woman                               | Стив Тревор                       |
| 2017      | с   | Энджи Трайбека                               | Angie Tribeca                              | доктор Томас Хорнбейн             |
| 2017      | с   | Жаркое американское лето: 10 лет спустя      | Wet Hot American Summer: Ten Years Later   | Эрик                              |
| 2018      | ф   | Излом времени                                | A Wrinkle in Time                          | доктор Александр «Алекс» Марри    |
| 2018      | ф   | Король вне закона                            | Outlaw King                                | Роберт Брюс                       |
| 2018      | мф  | Человек-паук: Через вселенные                | Spider-Man: Into the Spider-Verse          | Питер Паркер / Человек-паук       |
| 2019      | с   | Имя мне Ночь                                 | I Am the Night                             | Джей Синглтери                    |
| 2019      | мс  | Американский папаша!                         | American Dad!                              | Алистер Ковакс                    |
| 2020      | с   | —                                            | Princess Bride                             | Уэстли                            |
| 2020      | ф   | Чудо-женщина: 1984                           | Wonder Woman 1984                          | Стив Тревор                       |
| 2022      | ф   | Наёмник                                      | Contractor                                 | Джеймс Харпер                     |
| 2022      | ф   | Не беспокойся, дорогая                       | Don’t Worry Darling                        | Фрэнк                             |
| 2022      | ф   | Все старые ножи                              | All the Old Knives                         | Генри Пелхэм                      |
| 2023      | ф   | Подземелье драконов: Честь среди воров       | Dungeons & Dragons: Honor Among Thieves    | Эдгин Дарвис, бард                |
| 2023      | ф   | Чистильщик бассейнов                         | Poolman                                    | Даррен Барренмен                  |
| 2023      | мф  | Заветное желание                             | Wish                                       | Король Магнифико                  |
|           | ф   | Банда Альфа                                  | Alpha Gang                                 |                                   |